# Озолуа
Озолуа н'Ибароми (Завоеватель) (ум. ок. 1504) — оба (правитель) и первый оба никхуа или огие акполокполо («император») средневекового бенинского государства Эдо (Бенин), правивший около 1481 — 1504 годов. Третий сын обы Эвуаре Великого.
В период его царствования Бенин посетил португальский мореплаватель Жоау Афонсу д’Авейру, после чего Озолуа установил дипломатические отношения с Португалией, разрешив христианским проповедникам открыть в Эдо свою миссию и обучать его подданных. Вместе с д'Авейру посетил Португалию и вернулся в Бенин с роскошными подарками от португальского короля. Озолуа существенно расширил границы Бенинской империи, которые при нём почти достигли Лагоса.

## Происхождение и приход к власти
В ходе борьбы за бенинский престол Окпаме пришлось устранить Овере — сына и законного наследника его старшего брата Эзоти. Окпаме приказал заживо похоронить Овере вместе с его матерью, вдовой обы Эзоти, после чего короновался под тронным именем Озолуа.

## Наследники
Старший сын Озолуы в юности сломал себе ноги и остался калекой, что не позволило ему претендовать на наследование престола и поэтому его сделали правителем города Идогбо.